# Cryptops navigans
Cryptops navigans är en mångfotingart som beskrevs av Chamberlin 1913. Cryptops navigans ingår i släktet Cryptops och familjen Cryptopidae. Inga underarter finns listade i Catalogue of Life.